# Lasserre-Pradère
Lasserre-Pradère – gmina we Francji, w regionie Oksytania, w departamencie Górna Garonna. W 2013 roku liczba ludności wynosiła 1368 mieszkańców. 
Gmina została utworzona 1 stycznia 2018 roku z połączenia dwóch ówczesnych gmin: Lasserre oraz Pradère-les-Bourguets. Siedzibą gminy została miejscowość Lasserre.